# Fernando Ureña
Fernando Ureña es un ciclista panameño nacido el 20 de febrero de 1983 en San José de David, provincia de Chiriquí.
Debutó como profesional en 2011 con el equipo colombiano Movistar Team Continental donde estuvo esa sola temporada.
En su palmarés cuenta con varias victorias de etapa en vueltas de su país como la Vuelta a Chiriquí y el Tour Ciclístico a Panamá. En 2009 fue campeón de Panamá de ciclismo en ruta.

## Palmarés
2008
- 3.º en el Campeonato de Panamá en Ruta

2009
- Campeonato de Panamá en Ruta
- 1 etapa del Tour de Panamá
- 3 etapas de la Vuelta a Chiriquí

2010
- 1.º en el IX Juegos Centroamericanos Panamá 2010 en Ruta
- 1 etapa del Tour de Panamá
- 1 etapa de la Vuelta a Chiriquí

2012
- 1 etapa de la Vuelta a Chiriquí

2013
- 2 etapas de la Vuelta a Chiriquí

2014
- Campeonato de Panamá en Ruta
- 1 etapa del Tour de Panamá

2015
- 1 etapa del Tour de Panamá
- 2 etapas de la Vuelta a Chiriquí

2016
- Campeonato de Panamá en Ruta
- 1 etapa del Tour de Panamá